# Doświadczenie Ioffego
Doświadczenie Ioffego – doświadczenie przeprowadzone przez rosyjskiego fizyka Abrama Ioffego, które wykazało nieciągły charakter ładunku elektrycznego. Eksperyment przeprowadzony był równolegle i niezależnie od doświadczenia Millikana, którego celem było wyznaczenie ładunku elementarnego.

## Przebieg doświadczenia
Ioffe badał pyłek zawieszony między okładkami kondensatora. Napięcie w kondensatorze dobierane było tak, aby pyłek pozostawał nieruchomy. Było to możliwe wówczas, gdy siła oddziaływania pola elektrycznego równoważyła ciężar pyłku
{\displaystyle qE=mg,}
{\displaystyle {\frac {qU}{d}}=mg,}
gdzie:
{\displaystyle q} – ładunek pyłku,
{\displaystyle E} – natężenie pola elektrycznego w kondensatorze,
{\displaystyle g} – przyspieszenie ziemskie,
{\displaystyle m} – masa pyłku,
{\displaystyle U} – napięcie między okładkami kondensatora,
{\displaystyle d} – odległość między okładkami.
Dlatego też pyłek musiał być naładowany ujemnym ładunkiem elektrycznym. Jego ładunek podczas pomiarów był zmniejszany, co uzyskiwano dzięki zjawisku fotoelektrycznemu oświetlając pyłek ultrafioletem.
Zmiana ładunku wymagała zmiany napięcia na kondensatorze, jeśli pyłek miał pozostać nieruchomy. Wobec stałości masy, ładunki i mierzone napięcia musiały spełniać warunek
{\displaystyle q_{1}E_{1}=q_{2}E_{2}=q_{3}E_{3}=\ldots }
równoważny warunkowi
{\displaystyle q_{1}:q_{2}:q_{3}:\ldots ={\frac {1}{E_{1}}}:{\frac {1}{E_{2}}}:{\frac {1}{E_{3}}}\dots }
Wyznaczenie stosunku odwrotności kolejnych natężeń wykazało, że zmiana natężenia zachodziła w sposób skokowy, skąd można było wnioskować również o dyskretnej zmianie ładunku elektrycznego pyłku.

## Doświadczenie Ioffego a doświadczenie Millikana
Eksperyment Millikana i doświadczenie Ioffego dotyczyły zbliżonych zagadnień i były przeprowadzone w tym samym czasie niezależnie od siebie. Prace doświadczalne trwały w obu przypadkach od roku 1909, natomiast publikacje ostatecznych wyników pomiarów miały miejsce w roku 1913.